# Giulia Morlet
Giulia Morlet (* 27. April 1995) ist eine französische Tennisspielerin.

## Karriere
Morlet begann mit fünf Jahren das Tennisspielen und bevorzugt Sandplätze. Sie spielt überwiegend auf Turnieren der ITF Women’s World Tennis Tour, wo sie bislang aber noch keinen Titel gewinnen konnte.
2019 gewann sie mit Partnerin Ljubow Kostenko das J1 Casablanca im Damendoppel und erreichte mit Partnerin Polina Kudermetowa das Halbfinale des Juniorinnendoppel von Wimbledon.